# Pseudorphnus hiboni
Pseudorphnus hiboni är en skalbaggsart som beskrevs av Renaud Maurice Adrien Paulian 1959. Pseudorphnus hiboni ingår i släktet Pseudorphnus och familjen Orphnidae. Inga underarter finns listade i Catalogue of Life.